# 泉ゆうこ
泉 ゆうこ（いずみ ゆうこ）、1977年3月21日 - ）は関西のタレント。レポーター、ナレーター、司会。
大阪府四條畷市出身。血液型：B型、身長：153cm、趣味特技：アコーディオン・カメラ・イラスト・旅行・神社、お寺巡り・料理

## 来歴・人物
- 自転車が好きで琵琶湖を一周したほどである。愛車はビアンキのアッティーボ。

- 神仏霊場巡拝の道を巡礼する等、参拝が趣味で神社仏閣関連の仕事をすることもある。

- 1996年4月～2015年3月まで松竹芸能所属。現在はフリー。

## 出演

### 現在
- ラジオ大阪「平田進也の耳からトラベル」
- ラジオ大阪「中村俊一の教育BOX」
- NHK大阪「ぐるっと関西おひるまえ」

### 過去
- NHK大阪「ぐるっと関西プラス」レポーター
- MBSラジオ「日曜出勤生ラジオ」レポーター
- ABCテレビ　「きになるオセロ」他、特番ナレーション
- ABCラジオ「菊正宗 ほろよいイブニングトーク」
- サンテレビ「あかし大百科」
- ラジオ大阪「ブンブンリクエスト」パーソナリティ　「ほんまもん　原田年晴です」レポーター
- KBS京都ラジオ「YAMAMORIラジオ!!」ラジオカーリポーター
- KBS京都ラジオ「6時のナビ」レギュラー
- 読売テレビ「日本直販テレビショッピング」
- 関西テレビ「真夜中市場～ハイヒールの眠れない夜～」
- 近鉄ケーブルネットワーク「どんでんリーグ98」「ラヴリータウン生駒」
- 北河内ケーブルネット「週刊北河内ニュース」キャスター
- J:COM「ユニバーサルスタジオジャパンでオーケイ」「ユニバーサルスタジオで大サーカス」　「ユニバーサルスタジオジャパンでTKO」「京舞妓の京都慕情」ナレーション
- ラジオ関西 「谷五郎のこころにきくラジオ」 「歌声は風に乗って」「～神仏融合～玉岡かおるの巡拝の旅」